# 力石戰士
《力石戰士》（又译作）是卡普空於1999年製作的3D格鬥遊戲。2000年推出續作《力石戰士2》。第1代以街機的系統為主，2代則採用NAOMI系統、兩部作品也有發售Dreamcast版，又於2006年發售PlayStation Portable版。
1999年4月3日到9月25日由TBS播放其電視動畫。

## 系列作品
- 力石戰士（發行平台：Dreamcast；1999年2月25日發售）
- 力石戰士2（發行平台：Dreamcast；2000年4月27日發售）
- 力石戰士 Portable（發行平台：PlayStation Portable；2006年11月30日發售，同時收錄1代及2代）

### 合輯作品
- 卡普空格鬥合輯2（發行平台：PlayStation 4、任天堂Switch、PC；2025年5月16日發售，同時收錄1代&2代，隱藏角色可直接使用）

## 遊戲系統
操作模式分別是利用1個搖桿+3個按紐、3按紐中一個是跳躍紐，其他兩個則分別能做不同的行動（第1代是拳擊和踢擊、『2』中是攻擊和動作）。
在場景中分別會有數個（第1代是三個、『2』中是七個）被叫作威力之石的物品。當拿到時能增加攻擊力，集滿三個則能夠變身而在一定時間內使用強力的必殺技。
另外場景也有其他的輔助物品，能夠撿起來使用。當接上Dreamcast版記憶卡時，最多能持有5個自己喜歡的物品來使用。
對戰模式在第1作是一對一，『2』中成為4人一起的大亂鬥模式。當有兩人被打倒時就由剩下的人進入下個關卡。
闊別六年的新作『力石戰士 Portable』是第1作和『2』的移植作品。畫面的大小有改變、也能夠變更視點。還追加新物品和訓練模式。『2』中未登場的瓦魯卡斯、克拉肯也讓他們在『2』中登場。反過來說，阿克賽爾、茱莉亞、古魯曼、彼德等二代角色也可以在1中登場。『2』中當時未採用的模式「炸彈模式」也全新登場。還有對應機機模式、Game Shareing。（Game Shareing只包含在『2』中，但只能單人玩）

## 登場角色

### 1代登場角色
艾德華・佛克
主角，男性，職業是冒險家。為了找到佛克家流傳的書中所寫的「威力寶石」而在世界旅行著。愛機名稱是霍根海姆号。擅長西洋拳，因為能力平均而好上手。
動畫版中則因憧憬瓦魯卡斯，而立志要成為像他一樣的格鬥家。
稱號是「紅色的疾風」。
變身後的模樣是以飛彈為武器的紅色鎧甲機器人。
露玖
女性，職業是占卜師。身為流浪的女占卜師，透過水晶的幫忙而到處尋找威力寶石。擁有命中率達200%的準確度。模樣則像是中東的舞孃。
稱號是「灼熱的魔女」。
變身後的模樣是火燄頭髮的魔女。
汪坦
男性，職業是格鬥家。為了取得出師的資格而到處尋找「能夠閃耀出世上想像不到的光芒的寶石」（威力寶石）並且也以此來修行，個性則是相當樂觀。
動畫版中變成講話穩重不愛爭鬥並且擅長料理。
稱號是「連撃的昇龍」。
變身後的模樣像是超級賽亞人般的一頭金髮和全身肌肉。
龍馬
男性，職業是劍客。操土佐腔，是一國的下級武士。為了想用自己的眼睛看到世界的廣大而流浪著。性格豪爽，所用的刀可以將任何東西一刀兩斷。『2』中則是得到叫作「土佐嵐」的名刀。
動畫版中很喜歡性感的露玖，所以將艾德華視為情敵。
稱號是「無賴的劍豪」。
變身後的模樣是宛如獨角仙般被銀色鎧甲包圍起來的武士。
菖蒲
女性，職業是演員。是劇團的當家女星。個性開朗而且活力十足。實際上出身忍者世家，為了找尋主公交給他們的地圖上所寫的的「力石」（威力寶石）而旅行著，速度是全部角色中最快的。家族成員有父母妹妹和奶奶。
動畫版中喜歡艾德華，有位叫作菊之丞的女裝演員哥哥。
稱號是「櫻花的舞姫」。
變身後的模樣是打扮成像兔子的忍者。
岡洛克
男性，職業是礦工。個性豪爽溫柔。從同事口中聽到威力寶石的事情，而到各地的礦山中尋找。興趣是賭博。
動畫版中有5個孩子，最後與凱西結婚後生下3個孩子共8個孩子一同養育。
稱號是「轟力重戰車」。
變身後的模樣是黄金魔像。
傑克
男性，無業。是在「曼徹斯」街引起殺人事件，全身包著繃帶的殺人魔。由於和過世的母親一樣喜歡明亮的東西並且也喜歡切東西而會襲擊女性。
有天聽到威力寶石的事情後而展開旅行，性格冷酷而且欲望很深。能像蟲一樣的移動，雙手的關節能朝奇怪的方向彎曲而伸出來。
動畫版中據說全家都死在150年前的火災裡，但只有他活下來，繃帶則是要包住那時所受的燒傷，並非是殺人魔而是寶石強盜。
稱號是「凶器的小丑」。
變身後的模樣是可用伸縮自在的手腕和腳上所裝的刀來攻擊的機器人。
迦樓羅
男性，職業是賞金獵人。是住在「塔魯茲塔溫」的印第安人，雖然看來嚴厲沉默不過其實相當溫柔。由於故鄉遇到流行病，於是為了解救村人而出發去尋找威力寶石並且也發誓要對散佈疾病的「獨臂男」報仇。
動畫版中和族長女兒莉莉卡有婚約。
稱號是「孤高的荒鷲」。
變身後的模樣是宛如圖騰柱般、可以飛天並且由岩石所構成的巨人。

### 1代魔王角色（隱藏角色）
克拉肯
男性，中魔王。是個擁有巨大義肢的兇惡海盜，「章魚王」號的船長。個性奸詐殘忍，襲擊卡魯達的真兇也是他。就像他的名字一樣，擅長從義肢使出多樣的武器來攻撃。旗下船員有位叫多姆林與金。
動畫版中還擁有歐古特&巴斯兩名手下。
稱號是「甦醒的海盜船長」。
能變身成義肢強化的骷髏船長。
瓦魯卡斯
男性，最終魔王。原本是軍人，其模樣能夠讓對手害怕，和手下一起找尋能實現願望的威力寶石。擁有強力的怪力。
動畫版中則是讓艾德華尊敬的格鬥家，並且企圖創造強者才能活下去的世界。
稱號是「地獄軍官」。
變身後的模樣像是巨大的鬼。
終極瓦魯卡斯
真正的最終魔王。在得到威力寶石的巨大力量後而成為像醜陋怪物的模樣，頭部只剩下原來的面貌，喪失任何意識而會對任何人進行無差別攻擊。因為身體巨大所操縱也有點差異。
動畫版中最終和威力提升的艾德華進行死鬥。

### 2代登場角色
亞克賽爾
男性，是個厲害的神槍手，在被犯人打飛而昏倒的地方注意到自己拿著威力寶石。擁有強烈的正義之心。全角色中速度第一快的人。
稱號是「流浪的神槍手」。
變身後的模樣是有著像車子一樣的身體的神槍手機器人。
古魯曼
男性，神聖天堂号的廚師長，是個會為了作出美味料理不擇手段的邪惡廚師。有天在見到謎之浮遊城後而因此要來找尋美味的食材。
稱號是「邪惡廚師」。
變身後的模樣是像恐龍一般的廚師。不過在開發時，其實是想要作成像是繪本歌曲「可愛的廚師（かわいいコックさん）」一樣的姿態。
茱莉亞
女性，懷特帕魯家的獨生女。有雙重人格，平常時是個溫柔的女性，但有時會變成相當激烈的性格。雖然她的雙親將威力寶石封印住，但反過來被她奪走而離家出走，但卻迷了路而急著回家。
稱號是「秘密的小公主」。
變身後的模樣是表現出她另一個性格而戴著面具的SM女王。
彼德
男性，原來是個人偶，但因為威力寶石而擁有意識。夢想是要發明讓各種人嚇一跳的東西，是某國某家的玩具。
稱號是「發明少年」。
變身後的模樣是馬口鐵的機器人。

### 2代隱藏角色
普萊德・佛克
男性，艾德華的父親，偶而會在物品商店中出現。但也會在交付物品或從玩家身上取得物品和錢時出現。
變身後會被黑色的圍巾包圍住全身的黑色鎧甲機器人。
梅露
女性，家用版限定角色。物品商店的店員，負責販賣及合成物品。
變身後背後會長出天使翅膀，唯一變身後外觀並無太大改變的角色。

### 2代魔王角色
法拉沃卡
中魔王。被數個古代人操控過的巨大機器人。有著像是法老的臉。使用雷射攻擊或踩踏。
艾羅德博士
男性，最終魔王。擁有「腐敗帝王」之名的科學家。謎之浮遊城的主人、將冒險者們加以捕抓過來。當吸收威力寶石時會全身變成綠色，以巨大的姿態登場。會使出操控蒼蠅、使用嘔吐物等骯髒的攻擊。

### 動畫原創角色
珍‧佛克
艾德華的母親。
阿波魯斯
霍克家管家，個性固執，只變身過一次（外型像是堂吉诃德的騎士）。
凱西
艾德華的未婚妻，實際上是克拉肯的同伴，之後改邪歸正成為女僕。最後和岡洛克結婚。
菊之丞
相當掛念妹妹的哥哥，很喜歡艾德華。
夢太郎
菖蒲的祖父。
玉四郎
菖蒲之父。
大菊
菖蒲之母，膽子很大。
傑涅斯
索伊魯鎮的警長，實際上是克拉肯的同伴。
薩哈雅
卡魯達的妹妹，是個溫柔的少女。
莉莉卡
塔魯斯塔翁族族長的女兒，之後和迦樓羅結婚。
歐古特&巴斯
克拉肯的手下，兩人名字合起就是「章魚」。
卡那
露玖的師父，火島的聖者。
涅羅斯
和露玖一樣是卡那的弟子。

## 動畫版
由TBS系在1999年4月3日播放到同年9月25日。全26話。

### 登場角色
- 艾德華‧霍克 - 小野坂昌也
- 龍馬 - 岩田光央
- 露玖 - 永田亮子
- 菖蒲 - 川上倫子
- 汪達 - 緒方惠美
- 坎洛克 - 梁田清之
- 卡魯達 - 木村雅史
- 阿波魯斯 - 緒方賢一
- 珍・霍克 - 水谷優子
- 凱西 - 白鳥由里
- 傑克 / 菊之丞 - 高木涉
- 克拉肯 / 夢太郎 - 岡和男
- 玉四郎 - 尾形雅宏
- 大菊 - 水谷ケイコ
- 傑涅斯 - 大友龍三郎
- 薩哈雅 - 增田雪
- 莉莉卡 - 田中潤
- 歐古托 - 大川透
- 巴斯 - 西村朋紘
- 瓦魯卡斯 / 涅羅斯 - 大塚明夫
- 布萊德・霍克 / 旁白 - 小杉十郎太

### 工作人員
- 原作 - 卡普空
- 監製 - 稻船敬二
- 企画製作人 - 源生哲雄、布川郁司
- 導演 - 大森貴弘
- 系列構成 - 富田祐弘
- 角色設定 - 志田正
- 主要動畫師 - 北山真理
- 美術監督 - 三浦智
- 顏色設定 - 海鋒重信
- 攝影監督 - 沖野雅英
- 編輯 - 関一彦
- 音樂 - 菊地圭介
- 音響監督 - 龜山俊樹
- 製作人 - 坂本香、深草礼子
- 製作協力 - avex entertainment
- 製作 - TBS、Studio Pierrot

### 主題曲

#### 片頭曲
「Rise in my heart」（第1話 - 第14話）
作詞 - 海老根祐子 / 作曲・編曲 - GROOVE SURFERS / 歌 - Aya & Chika from D&D
「明日にとどけ」（第15話 - 第26話）
作詞・作曲・歌 - Like Uncolored Velvet / 編曲 - 明石昌夫、Like Uncolored Velvet

#### 片尾曲
「かわいいんじゃない?」（第1話 - 第14話）
作詞・作曲・編曲 - PIPELINE PROJECT / 歌 - MISSION
「be alright」（第15話 - 第26話）
作詞 - 天方直実 / 作曲・編曲 - 久保こーじ / 歌 - 天方直実

### 各話標題
| 話數 | 標題                 | 脚本     | 分鏡       | 導演       | 作画監督          |
| ---- | -------------------- | -------- | ---------- | ---------- | ----------------- |
| 1    | 活劇! 秘石の謎       | 富田祐弘 | 大森貴弘   | 渡辺健一郎 | 志田正            |
| 2    | 風を切る影の軍団     | 横山雅志 | 高田淳     | 高田淳     | 南伸一郎          |
| 3    | 燃えるサムライ魂     | 大橋志吉 | 竹下健一   | 竹下健一   | 森山雄治          |
| 4    | 恐怖を呼ぶ幽霊船     | 荒木憲一 | 安田賢司   | 安田賢司   | 三浦和也          |
| 5    | 女の子は怖いぞ〜     | 富田祐弘 | 松本淳     | 松本淳     | 本橋秀之          |
| 6    | もうひとつの魔石     | 横山雅志 | 石原立也   | 石原立也   | 米田光良          |
| 7    | 眠眠山の荒修行       | 大橋志吉 | 高田淳     | 渡邊健一郎 | 南伸一郎          |
| 8    | 強敵! クラーケン     | 荒木憲一 | 安田賢司   | 安田賢司   | 井田大            |
| 9    | 黒水晶の野望         | 富田祐弘 | 高田淳     | 高田淳     | 志田正            |
| 10   | 夢で見た赤い月       | 大橋志吉 | 梅庵       | 山本寬     | 米田光良          |
| 11   | ゴールドラッシュ!    | 横山雅志 | 綴爆       | 山下和弘   | 龍青三            |
| 12   | 魔の山の大脱出       | 荒木憲一 | 坂本郷     | 村田雅彥   | 本橋秀之          |
| 13   | いざ! 助太刀ぜよ!    | 大橋志吉 | 松本淳     | 松本淳     | 森山雄治          |
| 14   | 大江戸は大騒ぎ       | 横山雅志 | 石原立也   | 石原立也   | 米田光良          |
| 15   | 雨を呼ぶ女忍者       | 富田祐弘 | 梅庵       | 島美子     | 池田和美          |
| 16   | ジャックの秘密       | 荒木憲一 | 鈴木利正   | 岡嶋国敏   | 井田大            |
| 17   | 遥かなる聖地         | 大橋志吉 | 鴫野彰     | 池端隆史   | 龍青三            |
| 18   | 明日に向かって走れ!  | 富田祐弘 | 山本寛     | 山本寛     | 米田光良          |
| 19   | 豪華客船危機一髪     | 横山雅志 | 河原ゆうじ | 渡辺健一郎 | 森山雄治          |
| 20   | 倒せ! クラーケン     | 大橋志吉 | 駒井一也   | 駒井一也   | 東中野三郎        |
| 21   | ヴァルガスの約束     | 荒木憲一 | 殿勝秀樹   | 池端たかし | 志田正            |
| 22   | フォッカー家の一大事 | 富田祐弘 | 石原立也   | 石原立也   | 米田光良          |
| 23   | 魔石を追って         | 横山雅志 | 松本淳     | 松本淳     | 南伸一郎          |
| 24   | 集え! 勇者たち!      | 荒木憲一 | 梅庵       | 梅庵       | 武本康弘 池田和美 |
| 25   | 戦いの地             | 大橋志吉 | 森山雄治   | 渡邊健一郎 | 志田正            |
| 26   | 約束の丘             | 富田祐弘 | 梅庵       | 石原立也   | 米田光良          |

## 外部連結
- 力石戰士（Dreamcast版官網）
- 力石戰士 - Pierrot（動畫版官網）
- 力石戰士 Portable（PSP版官網）